# Retablo Bladelin

Tríptico Bladelin.

El Retablo Bladelin, o Retablo Middelburg, es un tríptico pintado alrededor de 1450 por el pintor flamenco Rogier van der Weyden. El trabajo describe escenas relacionadas con el nacimiento de Jesús; es la única escena de natividad firmemente atribuida a van der Weyden, por lo que también es conocido como Tríptico de la Natividad (aunque el Tríptico del altar de Santa Columba muestra la Adoración de los Reyes Magos). Fue donado a la nueva iglesia de la ciudad de Middelburg en 1460, posiblemente por Pieter Bladelin, quien fundó la ciudad. Se encuentra en la Gemäldegalerie de Berlín desde 1834.
La gran tabla central describe el nacimiento de Jesús, con la Virgen y el Niño en el establo en Belén, acompañados por ganado y ángeles. La composición se parece mucho a la Natividad de 1420 del maestro de van der Weyden, Robert Campin, en Dijon. El establo es un edificio románico medio en ruinas, con techo de paja, en lugar de la cabaña de madera tradicional, con paredes de piedra y ventanas de medio arco, y un prominente pilar clásico, singular en la producción de van der Weyden, en perspectiva oblicua. Tres figuras están arrodilladas, adorando al Niño Jesús. María lleva un vestido azul claro, con un manto azul profundo; a la izquierda, José vestido de rojo sostiene una vela encendida, equilibrado por un retrato de donante masculino con ropas negras, arrodillado en el exterior del establo a la derecha. Debajo de José se ve una gran rejilla metálica, posiblemente cubriendo la boca de una cisterna subterránea. Al fondo, a la izquierda, en una escena minúscula un ángel anuncia el nacimiento de Jesús a los pastores, mientras a la derecha hay una escena de ciudad con un camino, calles, edificios y torres.
Los paneles laterales menores muestran escenas relacionadas. La tabla izquierda se basa en el Speculum Humanae Salvationis y describe la ocasión legendaria cuando el emperador romano Augusto consultó a la sibila Tiburtina para preguntarle si era el hombre más grande sobre la tierra y si tenía que consentir en ser adorado como dios; la sibila le reveló en una visión a la Virgen y el Niño, y Augusto entonces fundó un altar en Roma al "primogénito de dios" (Ara primogeniti Dei) en la ubicación ahora ocupada por el Ara Coeli. El emperador está arrodillado ante la Sibila, mirando hacia la tabla central para observar la visión a través de una ventana marcada simbólicamente con el águila bicéfala de los Habsburgo; a su derecha tres asistentes, posiblemente basados en cortesanos de Felipe el Bueno; todos portando prendas flamencas del siglo XV. La tabla derecha muestra la llegada de los tres Reyes Magos a Belén, con regalos; se arrodillan hacia la tabla central para observar una visión del niño Jesús.
Como era la costumbre, los paneles laterales del retablo solo serían abiertos para revelar las imágenes interiores de brillantes colores durante los servicios de la iglesia el fin de semana y en otras ocasiones especiales. La mayor parte del tiempo, las alas estaban cerradas, ocultando las imágenes principales. Las superficies exteriores de las tablas laterales fueron decoradas por un artista desconocido con una Anunciación en grisalla, con la Virgen María a la izquierda, con una cortina roja y un simbólico jarrón con un lirio, y el ángel Gabriel a la derecha con un rollo escrito con las palabras "AVE GRAZIA PLENA" (en latín: "Ave [María] llena de gracia"). Como resultado, el tríptico tiene cuatro escenas de Anunciación: una para María en el exterior, y tres en el interior: una para Augusto, una para los Magos, y una para los pastores.
El panel central mide 93,5 por 92 centímetros. El panel izquierdo mide 93,5 por 41,8 centímetros, y el panel derecho es el más pequeño, midiendo 93,5 por 41,5 centímetros.
El trabajo puede haber sido donado por Pieter Bladelin (hacia 1410-1472), tesorero de Felipe el Bueno, duque de Borgoña, como el retablo para la nueva iglesia de San Pedro y San Pablo en la ciudad de Middelburg en Flandes. Bladelin había fundado la ciudad en 1450 y dedicado mucho esfuerzo a su construcción como proyecto personal. La iglesia fue consagrada por el obispo francés Jean Chevrot poco antes de la muerte del obispo en 1460. Aun así, solo hay un retrato de donante, un hombre vestido de negro con el jubón ribeteado de piel y sandalias de madera apuntadas, y habría sido más habitual que Bladelin fuera acompañado por su esposa, Margerite van de Vageviere, lo que provocó alguna duda sobre la identidad del donante. La ciudad descrita en la tabla central se piensa que es Middelburg idealizada.
La pintura se encuentra en la colección de la Gemäldegalerie, Berlín, desde 1834.